# Wankdorffeld
Das Wankdorffeld ist ein Quartier der Stadt Bern. Einige Sportanlagen befinden sich im Bezirk. Es gehört zu den 2011 bernweit festgelegten 114 gebräuchlichen Quartieren. Es liegt im Stadtteil V Breitenrain-Lorraine und dort im statistischen Bezirk Breitfeld. Es grenzt an die Quartiere Kaserne, Breitfeld, Wylergut und Wylerholz. Auf der Westseite der Papiermühlestrasse liegen die Quartiere BernArena, Grosse Allmend und Hinterer Schermen. Im Norden bildet es die Stadtgrenze von Bern zu Ittigen.
Im Jahr 2022 lebten im Quartier 1359 Einwohner, davon 907 Schweizer und 452 Ausländer.

## Ämter, Industrie und Gewerbe
Das Bundesamt für Bevölkerungsschutz (BABS), das Bundesamt für Rüstung (Armasuisse) und das Bundesamt für Polizei (fedpol) haben am Guisanplatz 1–1c ihren Hauptsitz.
Im Quartier befinden sich zahlreiche Industrie- und Gewerbebetriebe (CSL Behring, RUAG, Mercedes Bern, AMAG Bern) sowie die Berner Fachhochschule Technik und Informatik. Nördlich vom Bahnhof Bern-Wankdorf entstand ein neues Gewerbegebiet «Wankdorf City», wo sich auch die Hauptsitze der Schweizerischen Bundesbahnen (SBB) und der Schweizerischen Post befinden.

## Verkehr
Im Norden des Quartiers liegt das Autobahndreieck Verzweigung Wankdorf Abzweig A6 von der A1.
Die Strassenbahnlinie 9, die städtische Buslinie 20 und die Buslinien 40 und 41 der RBS sorgen neben den S-Bahn-Linien 1, 2, 3, 4, 31 und 44 vom Bahnhof Bern Wankdorf für die Verkehrsanbindung.

## Sportanlagen
In der Nähe befindet sich das Eishockeystadion PostFinance-Arena des SC Bern.

### Leichtathletikanlage Wankdorf
Das Leichtathletikstadion besitzt eine Tribüne von 700 Plätzen.

### Sporthalle Wankdorf
Die Sporthalle ist eine Dreifachhalle mit 2060 Sitz- und 500 Stehplätzen. Für Badminton, Basketball, Handball, Unihockey und Volleyball sind Bodenmarkierungen vorhanden.

### Stadion Wankdorf
Am bekanntesten ist das Fussballstadion, welches 2005 gebaut wurde und die Heimspielstätte der Young Boys ist. Am gleichen Ort stand zwischen 1925 und 2001 das alte Stadion. Beim Stadion befindet sich das Einkaufszentrum Wankdorf Center.

### Turnhalle Sek. Wankdorf
Zwei Normturnhallen und weitere Aussenanlagen befinden sich auf dem Areal des Schulhauses Wankdorf.